# Warmingia eugenii
Warmingia eugenii är en orkidéart som beskrevs av Heinrich Gustav Reichenbach. Warmingia eugenii ingår i släktet Warmingia och familjen orkidéer. Inga underarter finns listade i Catalogue of Life.

## Bildgalleri

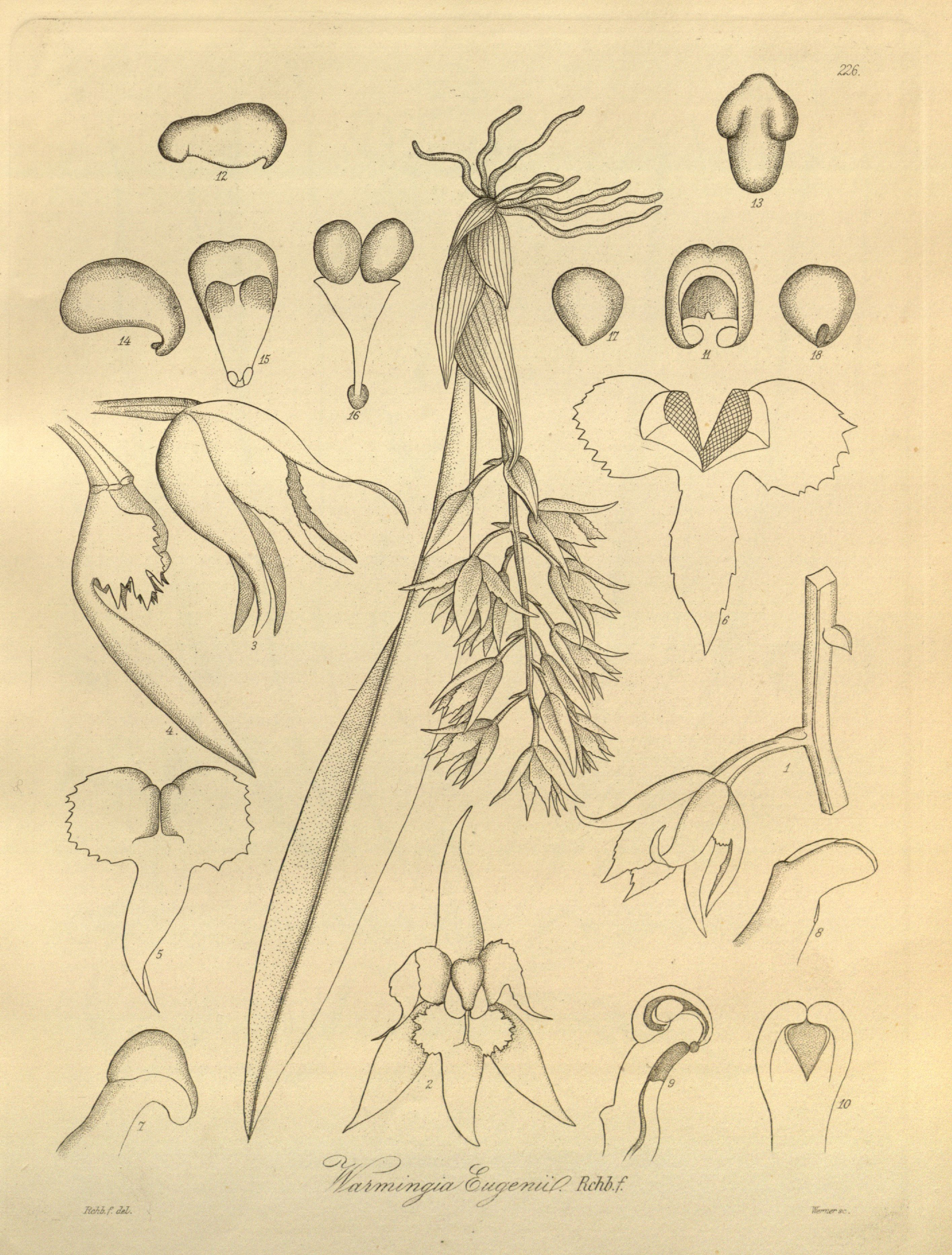
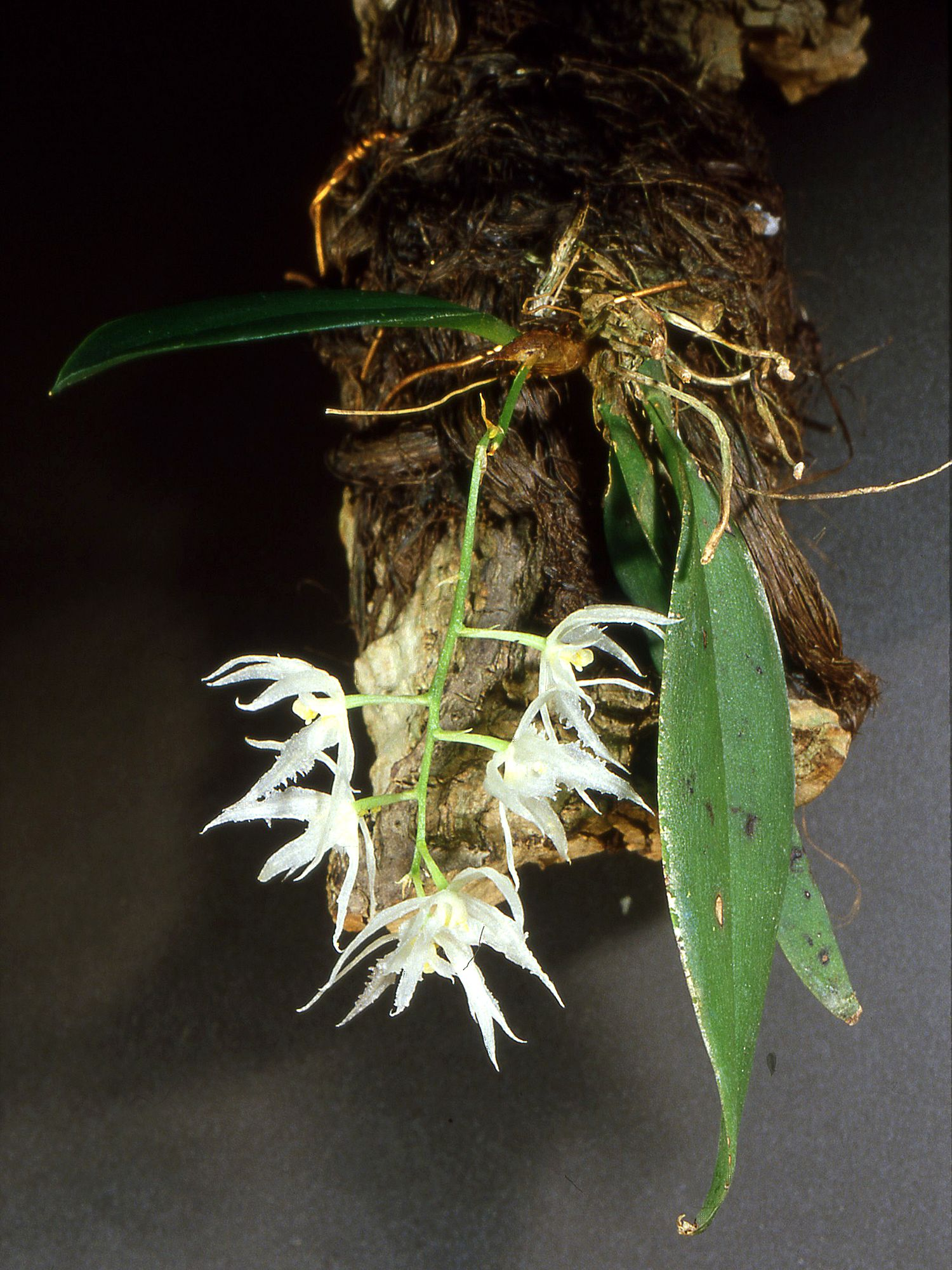
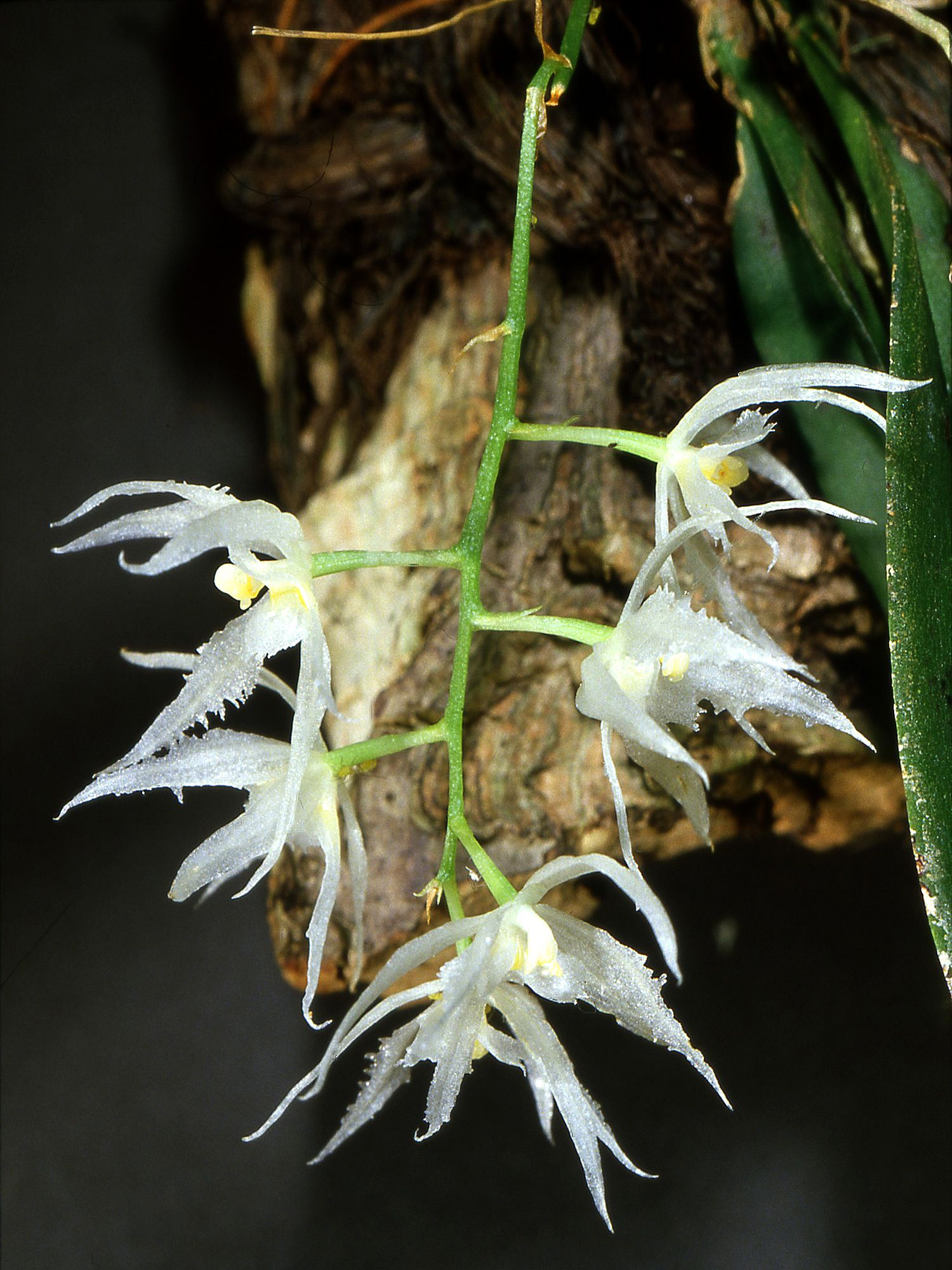
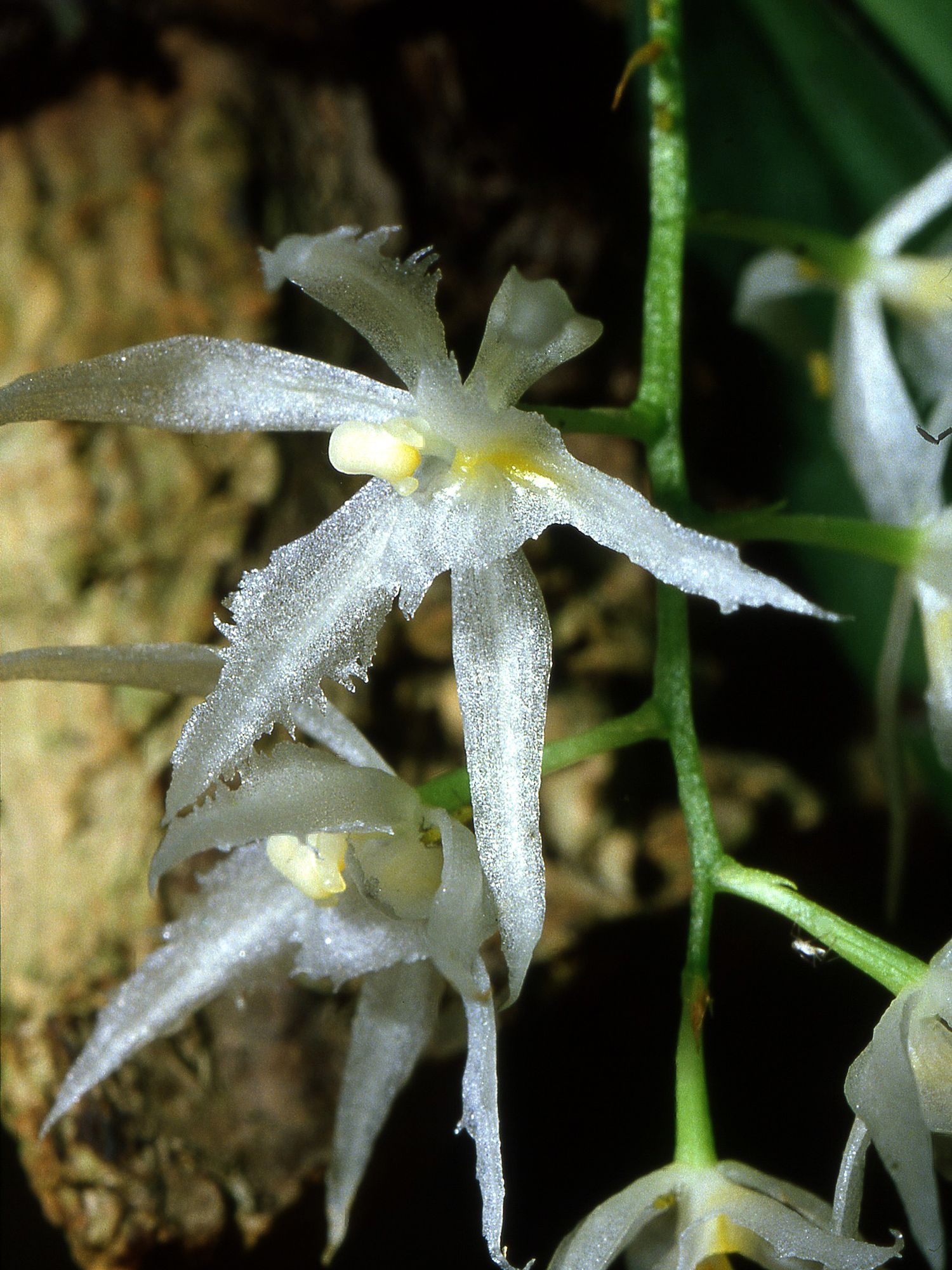